# Coscinia melanoptera
Coscinia melanoptera är en fjärilsart som beskrevs av Nikolaus Joseph Brahm 1791. Coscinia melanoptera ingår i släktet Coscinia och familjen björnspinnare. Inga underarter finns listade i Catalogue of Life.